# Harald Poelchau

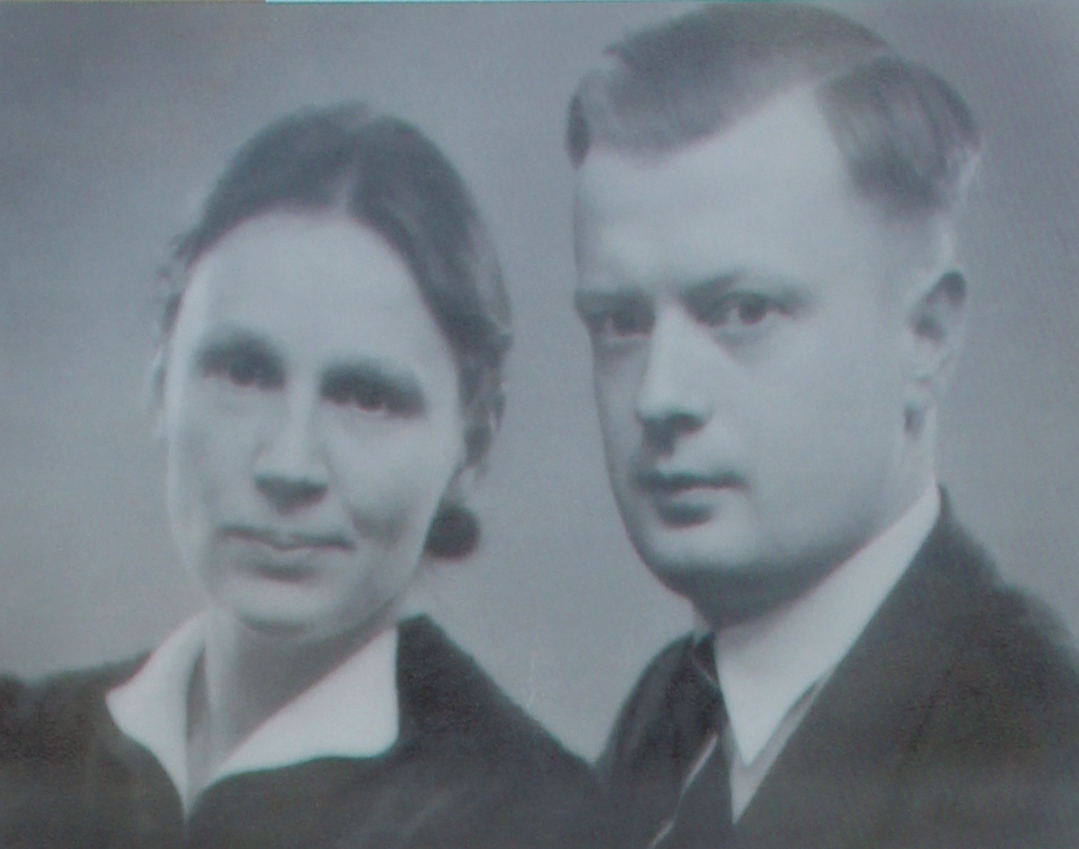
Dorothee und Harald Poelchau

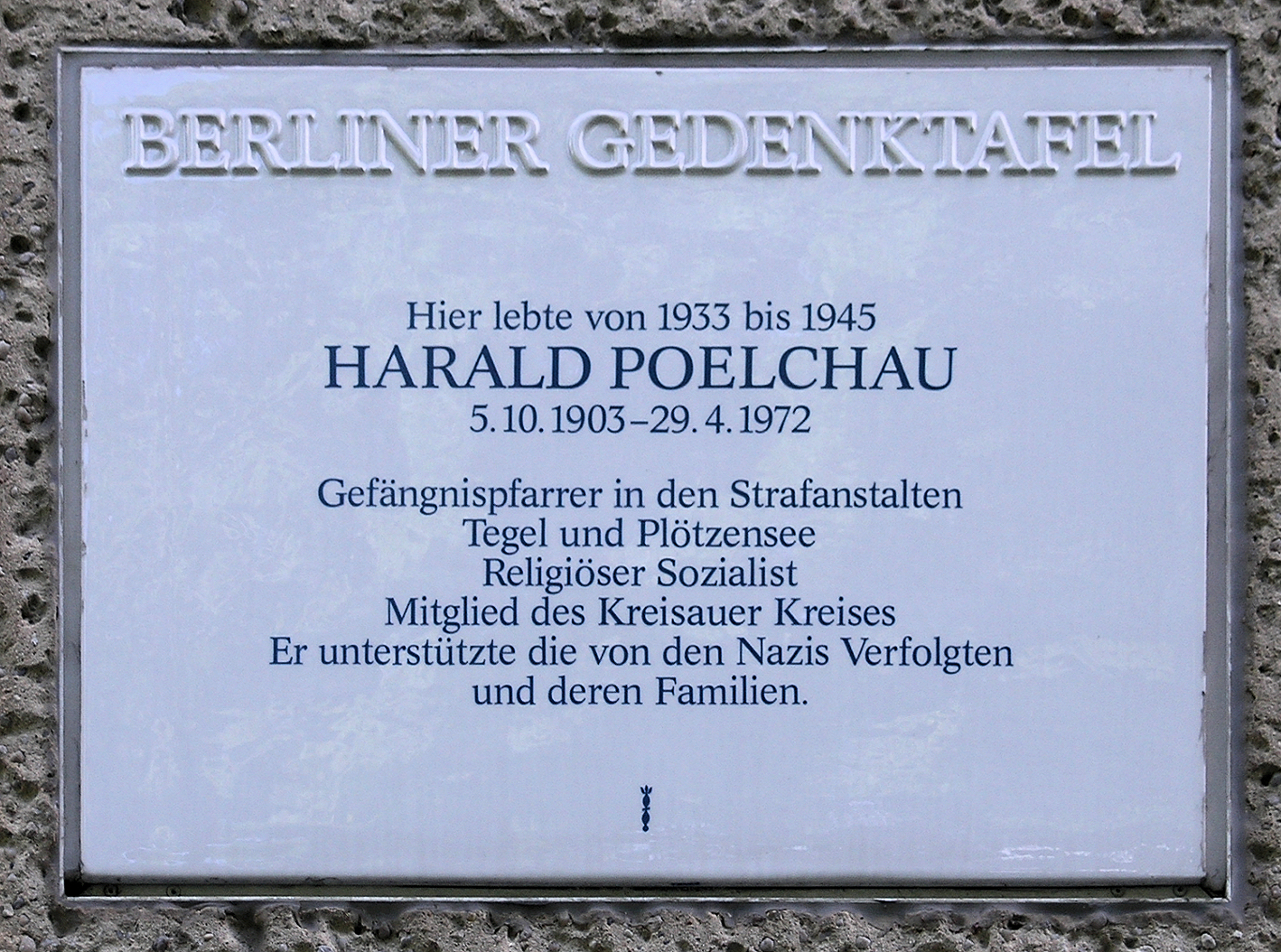
Berliner Gedenktafel am Haus Afrikanische Straße 140b in Berlin-Wedding

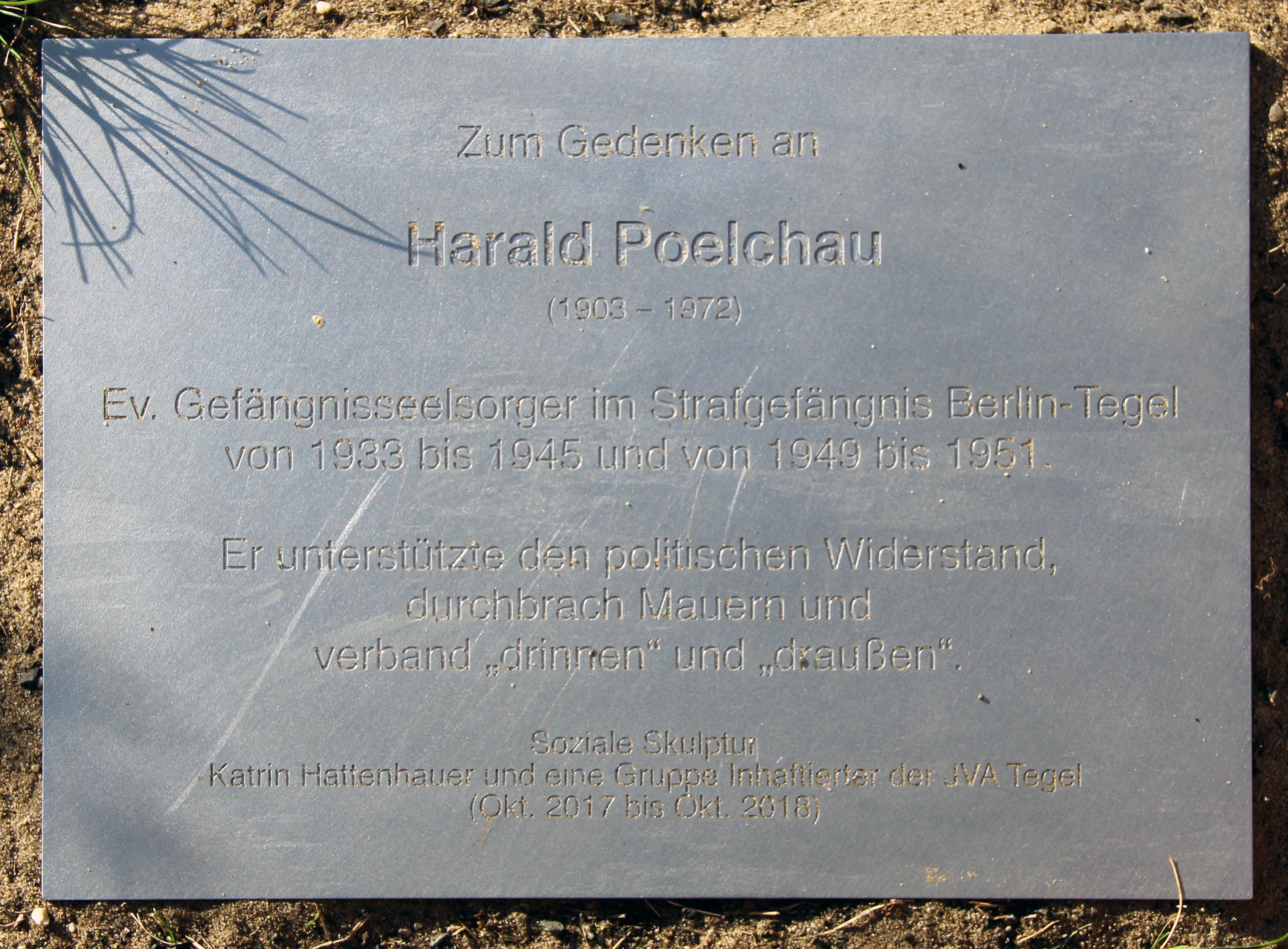
Gedenktafel an der Justizvollzugsanstalt Tegel in Berlin-Tegel

Harald Poelchau (* 5. Oktober 1903 in Potsdam; † 29. April 1972 in West-Berlin) war ein deutscher Gefängnispfarrer, religiöser Sozialist und Widerstandskämpfer gegen den Nationalsozialismus.

## Leben
Harald Poelchau wuchs als Sohn von Harald (1866–1938) und Elisabeth Poelchau (geb. Riem, 1871–1945) im schlesischen Brauchitschdorf (heute Ortsteil Chróstnik von Lüben) auf. In dem kleinen Ort war sein Vater evangelischer Pfarrer. Durch den Besuch des Gymnasiums Liegnitz, wo er an Schülerbibelkreisen teilnahm und sich in der freideutschen bündischen Jugend engagierte, wandte er sich von einer dörflich-konservativen Frömmigkeit ab. Nach dem Abitur 1921 studierte er ab 1922 evangelische Theologie in Bethel, Tübingen und Marburg. In Tübingen war er Sekretär des Köngener Bundes. Der 1924 in Marburg lehrende Paul Tillich prägte ihn nachhaltig in Richtung Religiöser Sozialismus und wurde ein lebenslanger Freund. Als Werkstudent bei Bosch in Stuttgart erhielt er Einblick in die industrielle Arbeitswelt. Nach dem ersten theologischen Examen 1927 in Breslau studierte er Wohlfahrtspflege und staatliche Fürsorgepolitik an der Deutschen Hochschule für Politik in Berlin.
In Tübingen lernte Harald Poelchau die Bibliothekarin Dorothee Ziegele (1902–1977) kennen. Das Paar heiratete 1928, lebte in Berlin und pflegte einen großen Bekanntenkreis, der sich auch nach der Machtübergabe an die Nationalsozialisten bewähren sollte. Poelchau war in Berlin als Geschäftsführer der Deutschen Vereinigung für Jugendgerichte und Jugendgerichtshilfe und in Frankfurt/Main als Assistent von Paul Tillich tätig. 1931 absolvierte er in Berlin sein zweites Staatsexamen und promovierte bei Tillich in Frankfurt/Main mit dem Thema Die sozialphilosophischen Anschauungen der deutschen Wohlfahrtsgesetzgebung. Die Schrift erschien 1932 als Buch Das Menschenbild des Fürsorgerechts: Eine ethisch-soziologische Untersuchung.
Harald Poelchau bewarb sich Ende 1932 um eine Stelle als Gefängnisseelsorger und trat am 1. April 1933 seine Stelle als erster vom NS-Regime eingesetzter Geistlicher in einer Strafanstalt an. Der Justizbeamte arbeitete am Berliner Gefängnis Tegel sowie an verschiedenen anderen Gefängnissen wie Plötzensee und Moabit. Von Beginn an gegen die Nazis eingestellt, schloss er sich jedoch nicht der Bekennenden Kirche an. 1938 kam sein ebenfalls auf den Namen Harald getaufter Sohn zur Welt und 1945 seine Tochter Andrea Siemsen. Mit dem Beginn des Zweiten Weltkriegs 1939 häuften sich die Todesstrafen gegen Oppositionelle. Bis 1945 sollte Poelchau etwa eintausend Menschen zur Hinrichtung begleiten.
Der Pfarrer schmuggelte heimlich Briefe und Nachrichten aus bzw. ins Gefängnis. Im Oktober 1941 begann die Deportation von Juden aus Deutschland. Harald Poelchau wusste schon früh, dass nur eine Flucht in den Untergrund Rettung bringen würde. Die Flüchtlinge sollten ihn in seinem Tegeler Büro anrufen und nur reden, wenn er sich mit dem Codewort „Tegel“ meldete. Das eigentliche Gespräch fand aber in seinem Dienstzimmer statt, das nur durch etliche verriegelte Türen erreichbar war. Unterstützt von seiner Ehefrau Dorothee Poelchau vermittelte er Unterkünfte in seinem großen Bekanntenkreis. Dazu zählten Gertie Siemsen, eine langjährige Freundin aus Studienzeiten, Willi Kranz, Kantinenpächter der Gefängnisse Tegel und Plötzensee, und dessen Lebensgefährtin Auguste Leißner, Hermann Sietmann und Otto Horstmeier, zwei ehemalige politische Häftlinge, das Ehepaar Hans Reinhold Schneider und Hildegard Schneider, Eltern der späteren Politikwissenschaftlerin Gesine Schwan, die im Fürsorge- bzw. Schulbereich arbeiteten, die Pfarrfrau Agnes Wendland und ihre Tochter Ruth, die Gefängnisärztin Hilde Westrick sowie der Physiker Carl-Friedrich Weiss und seine Frau Hildegard.
Von den Unterstützten sind nur einige namentlich bekannt. Das Breslauer Ehepaar Manfred und Margarete Latte mit ihrem Sohn Konrad wandte sich im März 1943 an Harald Poelchau. Für alle drei fand er Unterkünfte. Über Konrad Latte kam der Kontakt zu Ruth Andreas-Friedrich zustande. Die Mitgründerin der Widerstandsgruppe Onkel Emil und der Gefängnispfarrer arbeiteten nun zusammen. Die Gestapo fasste die Familie Latte im Oktober 1943. Manfred und Margarete Latte wurden ins KZ Auschwitz deportiert, Konrad Latte floh aus dem Sammellager Große Hamburger Straße und verbarg sich erneut. Die seit Mitte 1943 bei Agnes Wendland untergetauchten Geschwister Rita und Ralph Neumann betätigen sich als Fahrradkuriere für Poelchau. Den im Februar 1945 Verhafteten gelang die Flucht aus dem Deportationssammellager Große Hamburger Straße zu Poelchau.
Weitere Menschen, denen Harald Poelchau half, sind Leontine Cohn und ihre Tochter Rita, Ilse Schwarz und ihre Tochter Evelyne, Ursula Reuber, Anna Drach, Edith Bruck, Charlotte Paech und Charlotte Bischoff. Seit 1941 gehörte er zum Kreis um Helmuth James Graf von Moltke und nahm auch an der ersten Tagung der Widerstandsgruppe Kreisauer Kreis teil. Nach dem Umsturzversuch vom 20. Juli 1944 betreute der Gefängnisseelsorger viele der am Attentat Beteiligten. Die umfangreiche oppositionelle Arbeit von Harald Poelchau blieb bis Kriegsende unentdeckt.

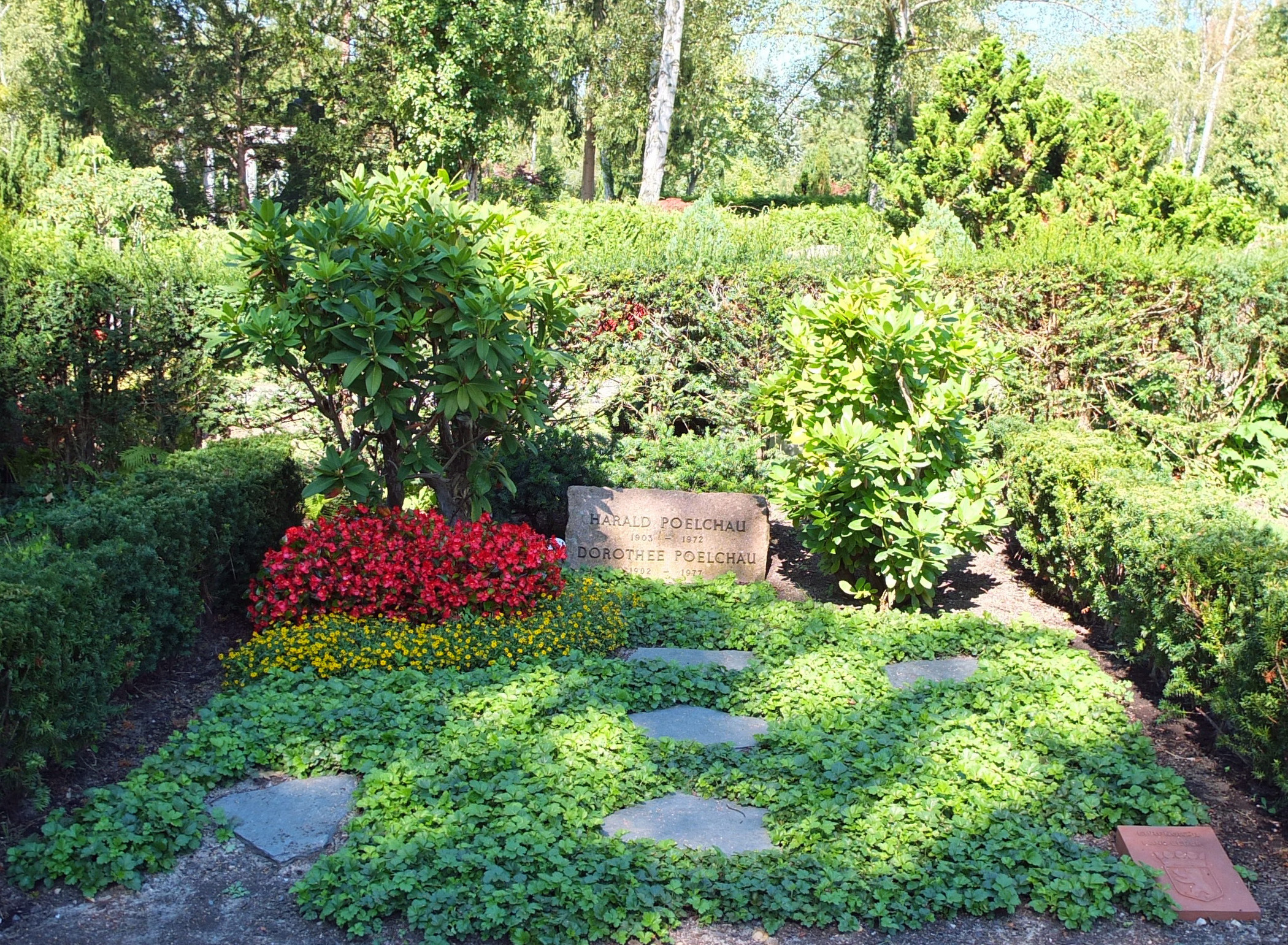
Grabstätte auf dem Friedhof Zehlendorf

Gemeinsam mit Eugen Gerstenmaier baute er 1945 in Stuttgart das Hilfswerk der Evangelischen Kirchen auf und wurde dessen Generalsekretär. Ab 1946 wieder in Berlin, engagierte sich Poelchau in der Sowjetischen Besatzungszone im Gefängniswesen der Zentralen Justizverwaltung. Dies war mit einem Lehrauftrag für Kriminologie und Gefängniskunde an der Humboldt-Universität verbunden. Neben Ottomar Geschke und Heinrich Grüber saß er im Zentralvorstand der Vereinigung der Verfolgten des Naziregimes für die SBZ. Als Poelchau seine Vorstellungen nicht durchsetzen konnte, ging er in den Westen. Von 1949 bis 1951 war er erneut Gefängnispfarrer in Berlin-Tegel. 1951 ernannte ihn Bischof Otto Dibelius zum ersten Sozial- und Industriepfarrer der Evangelischen Kirche in Berlin-Brandenburg. Dieser Aufgabe widmete sich Harald Poelchau bis zu seinem Tod im Jahr 1972. Er wurde auf dem Friedhof Berlin-Zehlendorf bestattet.

## Ehrungen

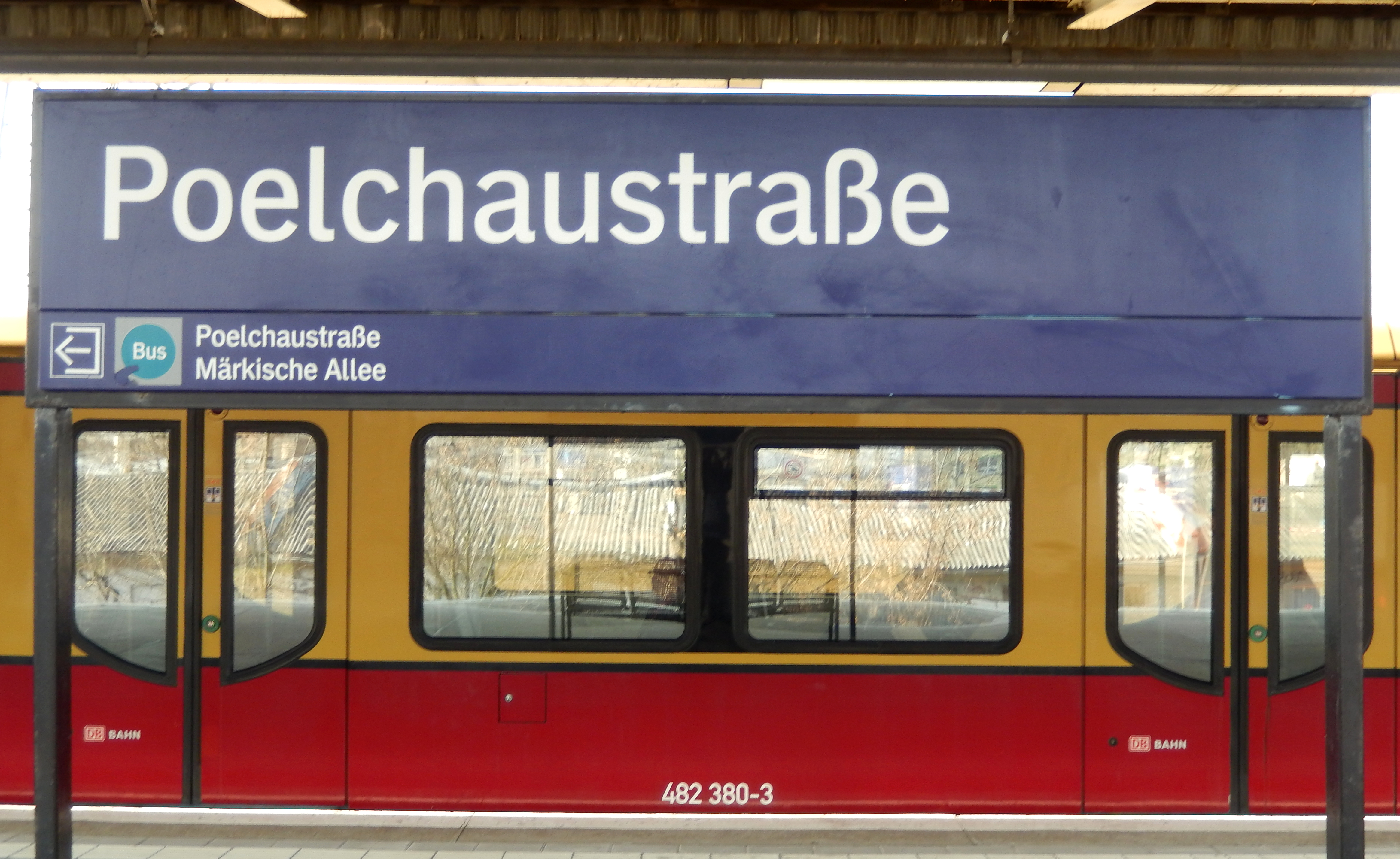
S-Bahnhof Poelchaustraße

- Am 30. November 1971 wurden Harald und Dorothee Poelchau von der Gedenkstätte Yad Vashem als Gerechte unter den Völkern anerkannt.[9]
- Die 1973 eröffnete Poelchau-Oberschule, Eliteschule des Sports, im Ortsteil Berlin-Charlottenburg-Nord trägt seinen Namen.[10][11]

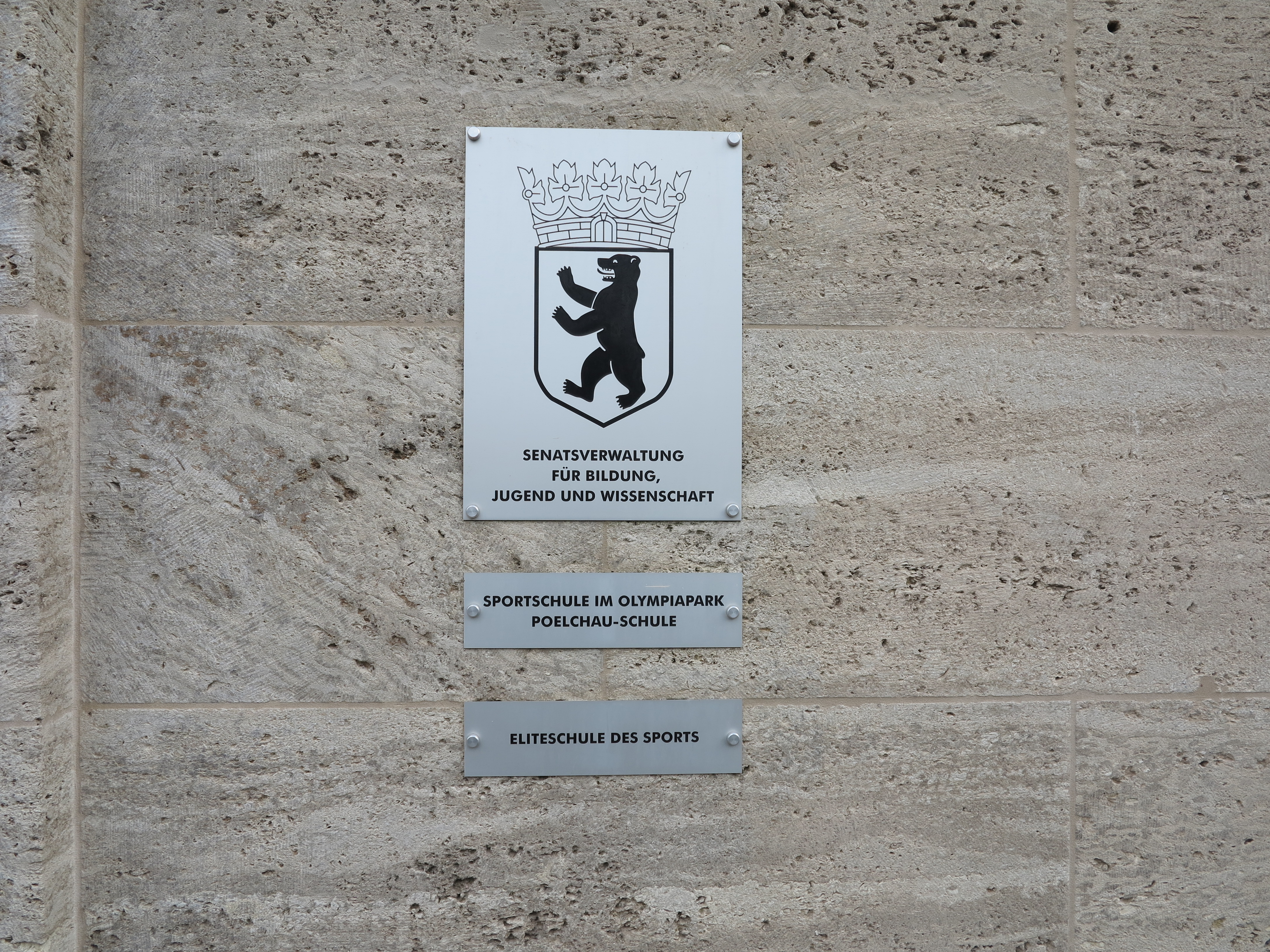
Widmungstafel an der Sportschule

- Mit Beschluss des Berliner Senats vom 6. Oktober 1987 wurde seine Begräbnisstätte auf dem Friedhof Zehlendorf in ein Ehrengrab des Landes Berlin umgewandelt.[12]
- Am 17. November 1988 wurde am Haus Afrikanische Straße 140b in Berlin-Wedding, in dem er 1933 bis 1945 wohnte, eine Berliner Gedenktafel angebracht.[3]
- Am 31. Januar 1992 erhielt in Berlin-Marzahn die Karl-Maron-Straße den Namen Poelchaustraße, ebenso der nach der Straße benannte S-Bahnhof.[3]

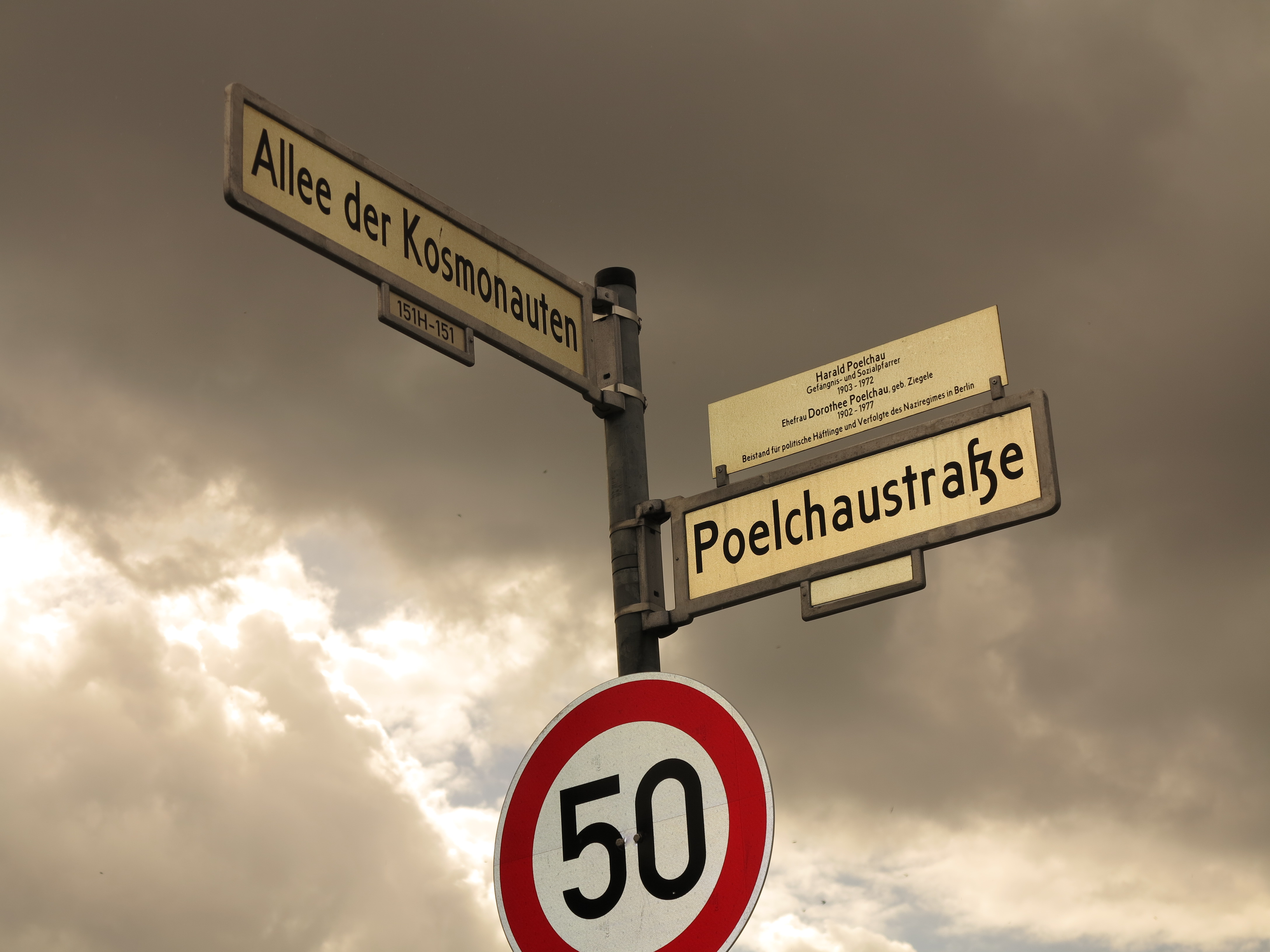
Poelchaustraße Berlin-Marzahn

- Der am 29. April 1992 von F. Börngen an der Sternwarte Tautenburg entdeckte Asteroid (10348) Poelchau wurde nach ihm benannt.[13]
- 2007: Dr.-Rainer-Hildebrandt-Medaille (postum)[14]
- Am 18. September 2017 wurde an der Ecke Poelchaustraße/Märkische Allee in Berlin-Marzahn eine Erinnerungsstele für Harald und Dorothee Poelchau übergeben.[15][16]
- Am 5. Oktober 2018 wurde in der Justizvollzugsanstalt Tegel ein Denkmal, geschaffen von der Künstlerin Katrin Hattenhauer und Inhaftierten der JVA Tegel, für den früheren Gefängnisseelsorger und Widerstandskämpfer Harald Poelchau eingeweiht.[17]
- Am 27. April 2024 wurde an der Kirche von Chróstnik eine Gedenktafel für das Ehepaar Harald und Dorothee Poelchau enthüllt.[18]

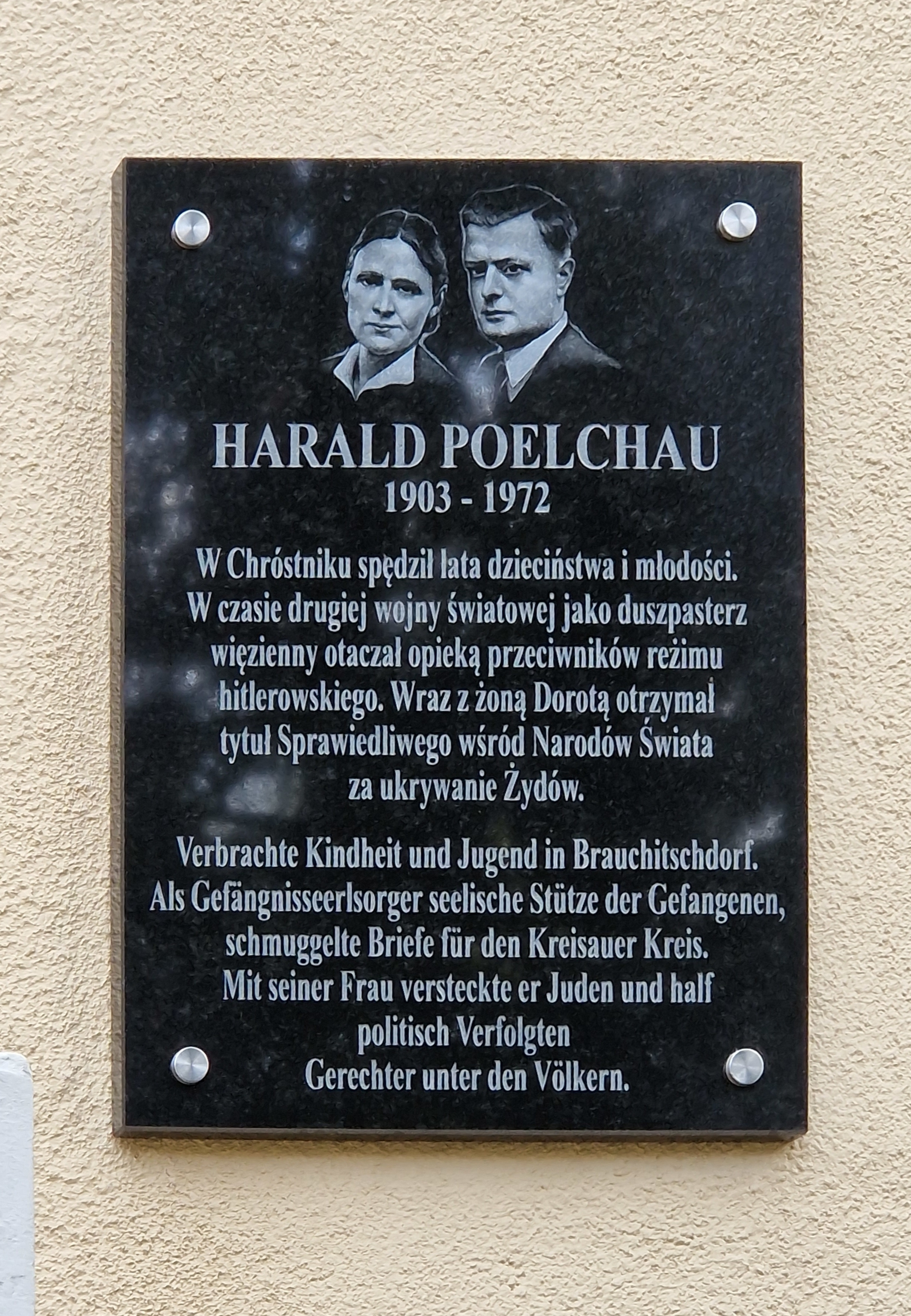
Gedenktafel für Harald und Dorothee Poelchau an der Kirche in Chróstnik, enthüllt am 27. April 2024 nach einem ökumenischen Gottesdienst mit Bischof Andrzej Siemieniewski und Bischof Waldemar Pytel.

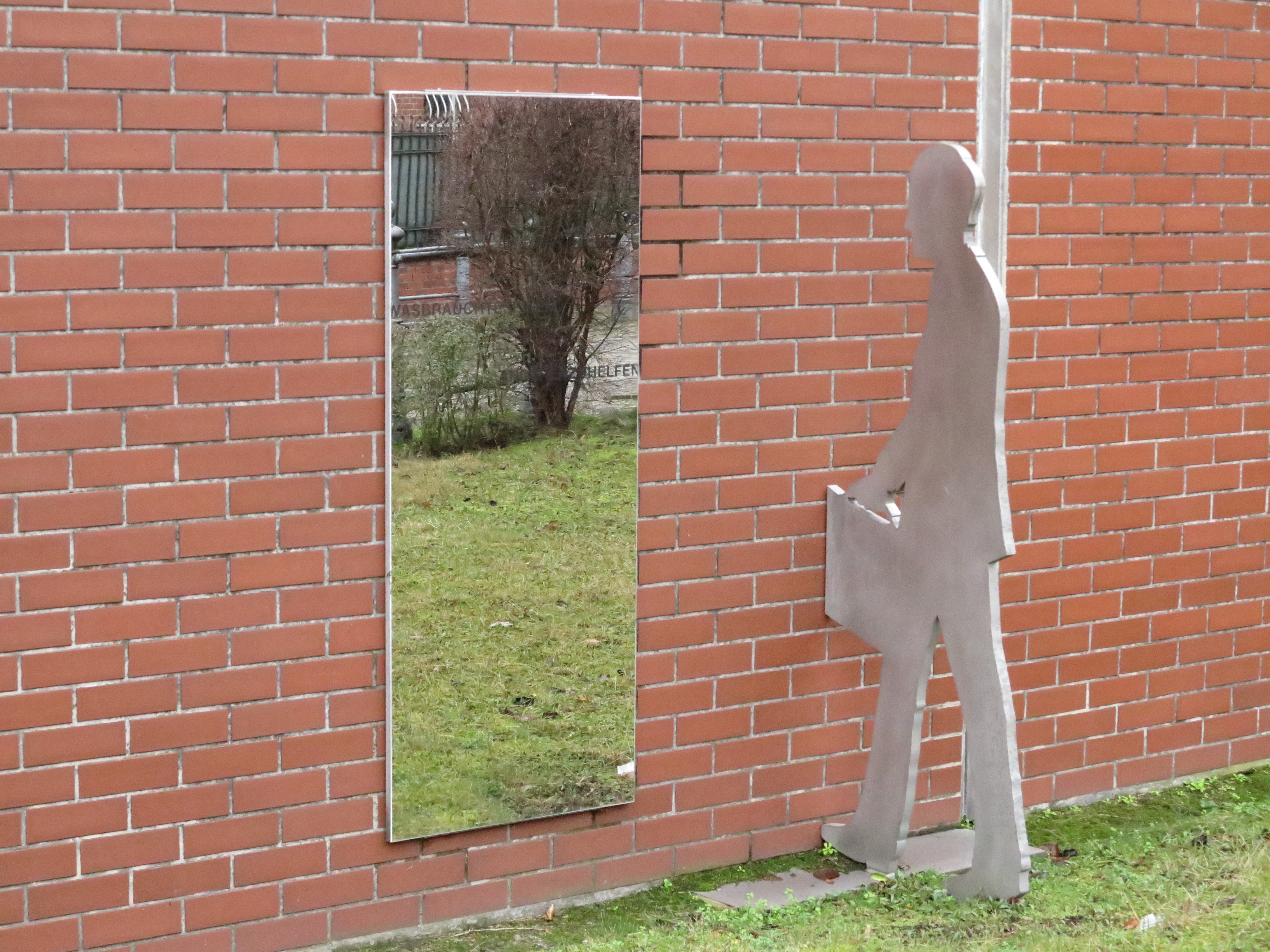
Denkmal für den Gefängnisseelsorger Harald Poelchau am Gefängnis Tegel

## Werke
- Die letzten Stunden: Erinnerungen eines Gefängnispfarrers. Aufgezeichnet von Alexander Graf Stenbock-Fermor. 3. Auflage. Verlag Volk und Welt, Berlin 1987, ISBN 3-353-00096-8 (Erstausgabe:  1949).
- Mit Werner Maser: Der Mann der tausend Tode starb. Pabel-Moewig Verlag, Rastatt 1986, ISBN 3-8118-4361-3.
- Mit Werner Maser: Pfarrer am Schafott der Nazis: Der authentische Bericht des Mannes, der über 1000 Opfer des Hitler-Regimes auf ihrem Gang zum Henker begleitete. 1. Auflage. Pabel-Moewig Verlag, Rastatt 1982, ISBN 3-8118-3155-0 (Originalausgabe).
- Die Ordnung der Bedrängten: Autobiographisches und Zeitgeschichtliches seit den zwanziger Jahren. Hentrich und Hentrich, Berlin 1963, ISBN 3-933471-50-8 (Neuauflage).
- Das Menschenbild des Fürsorgerechts: Eine ethisch-soziologische Untersuchung. Protte-Verlag, Potsdam 1932 (Buchausgabe seiner Dissertation von 1931).